# Полет 4590 на „Ер Франс“
Полет 4590 на „Ер Франс“ е международен чартърен полет от летище „Париж-Шарл дьо Гол“, Париж, Франция до летище „Джон Ф. Кенеди“, Ню Йорк, Съединени американски щати, който се изпълнява на 25 юли 2000 г. от англо-френския свръхзвуков пътнически самолет „Конкорд“. Малко след излитане самолетът се запалва и разбива, като по този начин убива всички 109 души на борда и 4 на земята.
Докато излита от летището, самолетът прегазва отломки на пистата, изпуснати от друг самолет по време на предишно излитане, а това причинява експлозия на гума и разпадането ѝ. Фрагменти от гуми се изстрелват нагоре с голяма скорост от бързо въртящото се колело, удрят силно долната страна на лявото крило, повреждат части от колесника (по този начин предотвратяват прибирането му) и причиняват спукване на интегралния резервоар за гориво. Големи количества гориво изтичат от разкъсването и се запалват, което причинява загуба на тяга в двигатели 1 и 2 от лявата страна. Самолетът излита, но загубата на тяга, голямото съпротивление от колесника и повредата от пожар на контролните органи на полета правят невъзможно управлението. Машината се разбива в хотел в близкия Гонес две минути след излитане.
Вследствие на бедствието целият флот на „Конкорд“ е спрян. Той се връща в експлоатация на 7 ноември 2001 г. след прилагането на различни модификации на корпуса, но с ограничен търговски успех, особено след атентатите от 11 септември. Самолетите „Конкорд“ са окончателно оттеглени от „Ер Франс“ през май 2003 г. и от „Бритиш Еъруейс“ през ноември същата година.
В Гонес е създаден паметник в чест на жертвите на катастрофата, той се състои от парче прозрачно стъкло с парче от крило на самолет, стърчащо през него. Друг паметник, мемориал с площ от 6000 квадратни метра, заобиколен от топиарий, засаден във формата на „Конкорд“, е създаден през 2006 г. в Митри-Мори, южно от летището.